# Seznam norských obcí

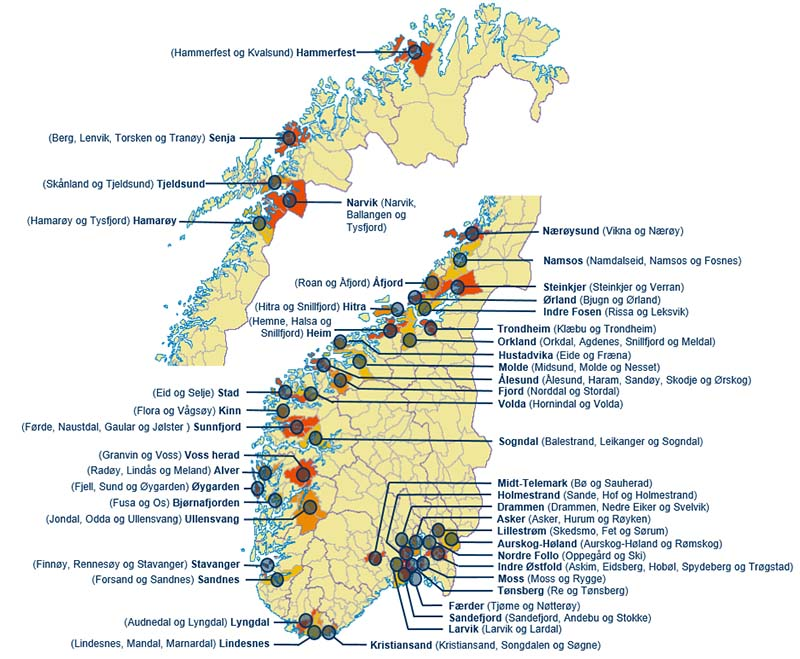
Norské obce vzniklé v roce 2020 v procesu slučování municipalit

Norsko sestává z 357 obcí (kommune, pl. kommuner), které jsou organizovány v 15 správních oblastech (krajích), nazývaných fylke (pl. fylker). Tento stav byl aktuální k lednu 2024, po reformě administrativně-správního dělení země započaté v roce 2017 - počet krajů se v jejím rámci snížil z původních devatenácti na jedenáct, následně ustálen na počtu patnáct. Počet obcí byl zredukován na 357 z původních 422. Hlavní město Oslo je zároveň kraj i obec.
Obce jsou nejnižším správním celkem v Norsku a jsou zodpovědné za zajištění základního vzdělání (deset tříd), ambulantní zdravotní služby, péči o seniory, nezaměstnané a další sociální služby, zodpovídají za územní plánování, ekonomický rozvoj, obecní cesty. Vymáhatelnost práva a zajišťování duchovních služeb je zajištěno na státní úrovni. Obce nevybírají daně přímo, ale jsou jim přidělovány jednorázově ze státního rozpočtu.
Obce prodělávají neustálé slučování. Na počátku 60. let 20. století bylo v Norsku 744 obcí, v roce 2018 jich bylo 422. Existují plány a politický tlak na další slučování. Slučování obcí je složité, působí na ně hned několik faktorů. Vzhledem k tomu, že peníze přerozdělují v Oslo, kde se rozhoduje o výši potřeb obcí, je tak částečně omezena obecní samospráva. Slučování je projevem vlastní vůle obcí.

## Agder
Kraj sestává z 25 obcí.
- Åmli
- Åseral
- Arendal
- Birkenes
- Bygland
- Bykle
- Evje og Hornnes
- Farsund
- Flekkefjord
- Froland
- Gjerstad
- Grimstad
- Hægebostad
- Iveland
- Lillesand
- Lindesnes
- Kristiansand
- Kvinesdal
- Lyngdal
- Risør
- Sirdal
- Tvedestrand
- Valle
- Vegårshei
- Vennesla

## Akershus
Kraj sestává z 21 obcí.
- Ås
- Asker
- Aurskog-Høland
- Bærum
- Eidsvoll
- Enebakk
- Frogn
- Gjerdrum
- Hurdal
- Jevnaker
- Lillestrøm
- Lørenskog
- Lunner
- Nannestad
- Nes
- Nesodden
- Nittedal
- Nordre Follo
- Rælingen
- Ullensaker
- Vestby

## Buskerud
Kraj sestává z 18 obcí.
- Drammen
- Flesberg
- Flå
- Gol
- Hemsedal
- Hol
- Hole
- Kongsberg
- Krødsherad
- Lier
- Modum
- Nesbyen
- Nore og Uvdal
- Ringerike
- Rollag
- Sigdal
- Øvre Eiker
- Ål

## Finnmark
Kraj sestává z 18 obcí.
- Alta
- Berlevåg
- Båtsfjord
- Gamvik
- Hammerfest
- Hasvik
- Karasjok
- Kautokeino
- Lebesby
- Loppa
- Måsøy
- Nesseby
- Nordkapp
- Porsanger
- Sør-Varanger
- Tana
- Vadsø
- Vardø

## Innlandet
Kraj sestává z 46 obcí.
- Alvdal
- Dovre
- Eidskog
- Elverum
- Engerdal
- Etnedal
- Folldal
- Gausdal
- Gjøvik
- Gran
- Grue
- Hamar
- Kongsvinger
- Lesja
- Lillehammer
- Lom
- Løten
- Nord-Aurdal
- Nord-Fron
- Nord-Odal
- Nordre Land
- Os
- Rendalen
- Ringebu
- Ringsaker
- Sel
- Skjåk
- Stange
- Stor-Elvdal
- Søndre Land
- Sør-Aurdal
- Sør-Fron
- Sør-Odal
- Tolga
- Trysil
- Tynsett
- Vang
- Vestre Slidre
- Vestre Toten
- Våler
- Vågå
- Østre Toten
- Øyer
- Øystre Slidre
- Åmot
- Åsnes

## Møre a Romsdal
Kraj sestává z 27 obcí.
- Ålesund
- Aukra
- AureAure
- Averøy
- Fjord
- Giske
- Gjemnes
- Haram
- Hareid
- Herøy
- Hustadvika
- Kristiansund
- Molde
- Ørsta
- Rauma
- Sande
- Smøla
- Stranda
- Sula
- Sunndal
- Surnadal
- Sykkylven
- Tingvoll
- Ulstein
- Vanylven
- Vestnes
- Volda

## Nordland
Kraj sestává z 41 obcí.
- Alstahaug
- Andøy
- Beiarn
- Bindal
- Bodø
- Brønnøy
- Bø
- Dønna
- Evenes
- Fauske
- Flakstad
- Gildeskål
- Grane
- Hadsel
- Hamarøy
- Hattfjelldal
- Hemnes
- Herøy
- Leirfjord
- Lurøy
- Lødingen
- Meløy
- Moskenes
- Narvik
- Nesna
- Rana
- Rødøy
- Røst
- Saltdal
- Sortland
- Steigen
- Sømna
- Sørfold
- Træna
- Vefsn
- Vega
- Vestvågøy
- Vevelstad
- Vågan
- Værøy
- Øksnes

## Østfold
Kraj sestává z 12 obcí.
- Aremark
- Fredrikstad
- Halden
- Hvaler
- Indre Østfold
- Marker
- Moss
- Rakkestad
- Råde
- Sarpsborg
- Skiptvet
- Våler

## Rogaland
Kraj sestává z 23 obcí.
- Bjerkreim
- Bokn
- Eigersund
- Gjesdal
- Haugesund
- Hjelmeland
- Hå
- Karmøy
- Klepp
- Kvitsøy
- Lund
- Randaberg
- Sandnes
- Sauda
- Sokndal
- Sola
- Stavanger
- Strand
- Suldal
- Time
- Tysvær
- Utsira
- Vindafjord

## Telemark
Kraj sestává z 17 obcí.
- Bamble
- Drangedal
- Fyresdal
- Hjartdal
- Kragerø
- Kviteseid
- Midt-Telemark
- Nissedal
- Nome
- Notodden
- Porsgrunn
- Seljord
- Siljan
- Skien
- Tinn
- Tokke
- Vinje

## Troms
Kraj sestává z 21 obcí.
- Balsfjord
- Bardu
- Dyrøy
- Gratangen
- Harstad
- Ibestad
- Karlsøy
- Kvæfjord
- Kvænangen
- Kåfjord
- Lavangen
- Lyngen
- Målselv
- Nordreisa
- Salangen
- Senja
- Skjervøy
- Skånland
- Storfjord
- Sørreisa
- Tromsø

## Trøndelag
Kraj sestává z 38 obcí.
- Flatanger
- Frosta
- Frøya
- Grong
- Norsko
- Hitra
- Holtålen
- Høylandet
- Inderøy
- Indre Fosen
- Leka
- Levanger
- Lierne
- Malvik
- Melhus
- Meråker
- Midtre Gauldal
- Namsos
- Namsskogan
- Nærøysund
- Oppdal
- Orkland
- Osen
- Overhalla
- Rennebu
- Rindal
- Røros
- Røyrvik
- Selbu
- Skaun
- Snåsa
- Steinkjer
- Stjørdal
- Trondheim
- Tydal
- Verdal
- Ørland
- Åfjord

## Vestfold
Kraj sestává z 6 obcí.
- Holmestrand
- Horten
- Larvik
- Tønsberg
- Sandefjord
- Færder

## Vestland
Kraj sestává z 43 obcí.
- Alver
- Askvoll
- Askøy
- Aurland
- Austevoll
- Austrheim
- Bergen
- Bjørnafjorden
- Bremanger
- Bømlo
- Eidfjord
- Etne
- Fedje
- Fitjar
- Fjaler
- Gloppen
- Gulen
- Hyllestad
- Høyanger
- Kinn
- Kvam
- Kvinnherad
- Luster
- Lærdal
- Masfjorden
- Modalen
- Osterøy
- Samnanger
- Sogndal
- Solund
- Stad
- Stord
- Stryn
- Sunnfjord
- Sveio
- Tysnes
- Ullensvang
- Ulvik
- Vaksdal
- VikVik
- Voss herad
- Øygarden
- Årdal